# Архиепархия Джакарты

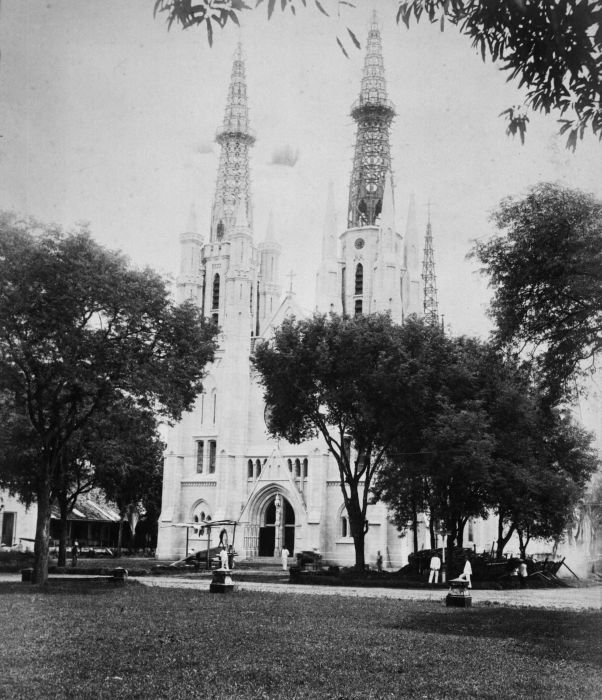
Собор Пресвятой Девы Марии, фотография начала XX века

Архиепархия Джакарты (лат. Archidioecesis Giakartana) — архиепархия Римско-Католической церкви с центром в городе Джакарта, Индонезия. В митрополию Джакарты входят епархии Бандунга, Богора. Кафедральным собором архиепархии Джакарты является церковь Пресвятой Девы Марии в городе Джакарта.

## История
В 1807 году Римский папа Пий VII разделил на три церковные провинции голландские колониальные территории, две из которых были в Карибском море и одна — в Ост-Индии. В 1808 году была учреждена апостольская префектура Батавии, но де-факто эта церковная структура была образована в 1826 году, когда из неё выделилась апостольская префектура Бурбона (также известная как апостольская префектура Южных морей).
3 апреля 1841 года апостольская префектура Батавии была преобразована в апостольский викариат.
В следующие годы апостольский викариат Батавии передал часть своей территории для образования новых церковных структур:
- 4 сентября 1855 года — апостольской префектуре Лабуана и Борнео (сегодня — Архиепархия Кота-Кинабалу);
- 11 февраля 1905 года — апостольской префектуре Голландского Борнео (сегодня — Архиепархия Понтианака);
- 30 июня 1911 года — апостольской префектуре Суматры (сегодня — Архиепархия Медана);
- 16 сентября 1913 года — апостольской префектуре Малых Зондских островов (сегодня — Архиепархия Энде);
- 19 ноября 1919 года — апостольской префектуре Селебеса (сегодня — Епархия Манадо);
- 27 апреля 1927 года — апостольской префектуре Маланга (сегодня — Епархия Маланга);
- 15 февраля 1928 года — апостольской префектуре Сурабайи (сегодня — Епархия Сурабаи);
- 20 апреля 1932 года — апостольской префектуре Бандунга (сегодня — Епархия Бандунга);
- 25 апреля 1932 года — апостольской префектуре Пурвокерто (сегодня — Епархия Пурвокерто);
- 25 июня 1940 года — апостольской префектуре Семаранга (сегодня — Архиепархия Семаранга);
- 9 декабря 1948 года — апостольской префектуре Сукабуми (сегодня — Епархия Богора).

7 февраля 1950 года апостольская префектура Батавии была преобразована в апостольский викариат Джакарты.
3 января 1961 года Римский папа Иоанн XXIII издал буллу Quod Christus, которой преобразовал апостольский викариат Джакарты в архиепархию.

## Ординарии архиепархии
Апостольские префекты
- священник Jacobus Nelissen (1808—1817);
- священник Lambertus Prinsen (1817—1830);
- священник Johannes Scholten (1831—1842);

Апостольские викарии
- епископ Якобус Грофф (20.09.1842 — 1846);
- епископ Петрус Мария Вранкен (4.06.1847 — 1874);
- епископ Адам Карел Классенс (16.06.1874 — 1893);
- епископ Вальтер Стааль SJ[1](1893 — 30.06.1897);
- епископ Эдмонд Сибрандус Лёйпен SJ (20.05.1898 — 2.05.1923);
- епископ Антон Питер Франц ван Вельсен SJ (26.01.1924 — 1933);
- епископ Петер Йоганнес Виллекенс SJ (23.07.1934 — 1952);

Архиепископы
- архиепископ Адрианус Джаясепутра SJ (18.02.1953 — 21.05.1970);
- архиепископ Лео Сукото SJ (21.05.1970 — 30.12.1995);
- кардинал Юлий Рияди Дармаатмаджа SJ (11.05.1996 — 28.06.2010);
- кардинал Игнатий Сухарио Харджоатмоджо (28.06.2010 — по настоящее время).

## Источник
- Annuario Pontificio, Libreria Editrice Vaticana, Città del Vaticano, 2003, ISBN 88-209-7422-3
- Karel A. Steenbrink, Catholics in Indonesia, 1808—1942: A modest recovery 1808—1903, Koninklijk Instituut voor Taal-, Land en Volkenkunde, 2003 ISBN 90-6718-141-2
- Булла Quod Christus Архивная копия от 7 октября 2013 на Wayback Machine, AAS 53 (1961), p. 244  (лат.)